# 丹格萊斯巴赫河
49°18′29.143″N 12°53′36.144″E / 49.30809528°N 12.89337333°E
丹格萊斯巴赫河（德語：Danglesbach），是德國的河流，位於該國東南部，由巴伐利亞負責管轄，屬於坎布河的右支流，河道全長10.2公里，流域面積28.4平方公里。